# Rolbrug (buurtschap)
Rolbrug (Fries: Rolbrêge) is een buurtschap in de gemeente Opsterland, in de Nederlandse provincie Friesland.
Het ligt ten zuiden van Nij Beets en ten noorden van Tijnje, waaronder het ook formeel valt. De buurtschap ligt aan de Rolbrêgedyk en de doodlopende Polderdyk. De buurtschap is rond 1863 ontstaan nadat de Nieuwe Vaart werd gegraven voor de turfwinning. Op de plek waar de hooiweg werd doorsneden kwam er een rolbrug, waaraan de buurtschap dus zijn naam ontleende.
Rond 1900 werd de brug vervangen door een draaibrug, die later dan weer werd vervangen door een ophaalbrug. In het begin van de twintigste eeuw werd in het gebied tussen Rolbrug en Tijnje een rijtje huizen gebouwd als satellietproject van de Janssenstichting bij Nij Beets. Deze stichting van de familie Janssen had diverse projecten om de leefbaarheid en leefstandaard van arme mensen te verhogen. Zo ontstond er een eigen buurtje. Dat wordt meestal bij de buurtschap Rolbrug gerekend.
De buurtschap kent enige faam doordat het onderdeel is van de trilogie De Rijpen van Bouke Oldehof. Deze trilogie bestaat uit drie toneelstukken over achtereenvolgens de buurtschappen Rolbrug, Hanebuurt en Kooibos. Toneelschrijver Oldehof woonde zelf in Rolbrug toen hij over deze buurtschappen verhaalde.
Dorpen: Bakkeveen · Beetsterzwaag · Drachten-Azeven · Frieschepalen · Gorredijk · Hemrik · Jonkersland · Langezwaag · Lippenhuizen · Luxwoude · Nij Beets · Olterterp · Siegerswoude · Terwispel · Tijnje · Ureterp · Waskemeer (klein deel) · Wijnjewoude

Buurtschappen: Allardsoog (deels) · Haneburen · Hanebuurt · Heidehuizen · Hemrikerverlaat · Klein Groningen · Kooibos · Kortezwaag · Moskou (deels) · Nieuwe Vaart · Oosterend · Oud Beets · Petersburg (deels) · Rolbrug · Selmien · Sparjebird · Uilesprong · Ureterp aan de Vaart · Voorwerk · Vosseburen · Welgelegen (deels) · Wijngaarden · Wijnjeterpverlaat

Friesland: Steden en dorpen      Nederland: Provincies · Gemeenten